# Didier Digard
Didier Digard (* 12. Juli 1986 in Gisors, Eure) ist ein ehemaliger französischer Fußballspieler und heutiger -trainer.

## Karriere
Digard begann seine Karriere beim Le Havre AC, wo er acht Jahre spielte. Im Sommer 2007 interessierten sich Aston Villa und West Ham United aus der englischen Premier League für ihn. Digard entschied sich schließlich in Frankreich zu bleiben und unterschrieb einen Drei-Jahres-Vertrag bei Paris Saint-Germain. Am 4. Juli 2008 verpflichtete ihn der FC Middlesbrough für 4 Millionen Pfund. Er debütierte für Middlesbrough im ersten Spiel der Saison 2008/09, als er für Tuncay Şanlı in der 72. Minute eingewechselt wurde. Sein erstes Tor erzielte er am 26. August 2008 im Carling Cup gegen Yeovil Town. Im Januar 2010 unterzeichnete Digard bei OGC Nizza einen Vertrag auf Leihbasis bis Ende Juni 2010.
2015 wechselte er weiter nach Spanien zu Betis Sevilla und ein Jahr später zu CA Osasuna. Zur Rückrunde 2017/18 schloss er sich dem Zweitligisten FC Lorca an, nachdem er in der Hinrunde vereinslos war. Nachdem Lorca am Ende der Saison absteigen musste und wegen Nichterfüllung der wirtschaftlichen Voraussetzungen für den Spielbetrieb keine Lizenz für die Segunda División B erhielt, wurde Digard freigestellt. Im Oktober 2018 absolvierte er ein Probetraining bei Paris FC aus der Ligue 2, erhielt aufgrund physischer Defizite jedoch keinen Vertrag. Daraufhin beendete Digard seine Spielerkarriere.
Nach seinem Rücktritt vom Profifußball kehrte Digard nach Nizza zurück, wo er zunächst die U17-Mannschaft trainierte. 2021 übernahm er die Reservemannschaft des Klubs in der fünftklassigen Championnat National 3. Nach der Entlassung von Lucien Favre als Cheftrainer wurde Digard am 9. Januar 2023 die Trainingsleitung der ersten Mannschaft in der Ligue 1 übertragen, die er anschließend bis zum Saisonende innehatte.
Zum 1. Juli 2024 übernahm Digard das Amt des Cheftrainers des Le Havre AC.